# Bryant Stith
Bryant Lamonica Stith  (ur. 10 grudnia 1970 w Emporii) – amerykański koszykarz, występujący na pozycji rzucającego obrońcy, obecnie asystent trenera drużyny akademickiej Old Dominion Monarchs.
W 1988 został zaliczony do III składu Parade All-American.

## Osiągnięcia
Stan na 26 marca 2022, na podstawie, o ile nie zaznaczono inaczej.

### NCAA
- Uczestnik rozgrywek:
  - NCAA Elite Eight (1989)
  - II rundy turnieju NCAA (1989, 1990)
  - turnieju NCAA (1989–1991)
- Mistrz turnieju National Invitation Tournament (NIT – 1992)
- MVP turnieju NIT (1992)[5]
- Debiutant roku konferencji Atlantic Coast (ACC – 1989)[6]
- Zaliczony do:
  - I składu:
    - ACC (1990–1992)
    - turnieju ACC (1990)

  - składu honorable mention All-American (1990–1992 przez Associated Press)
  - Galerii Sław Sportu Stanu Wirinia (2007)
- Drużyna Virginia Cavaliers zastrzegła należący do niego numer 20
- Lider ACC w liczbie celnych i oddanych rzutów wolnych (1989, 1992)

### Reprezentacja
- Wicemistrz igrzysk dobrej woli (1990)
- Brązowy medalista mistrzostw świata (1990)
- Liderzy mistrzostw świata w skuteczności rzutów wolnych (1990 – 95,2%)[7]

### Trenerskie
Asystent
- Mistrzostwo:
  - turnieju konferencji USA (2019)
  - sezonu regularnego konferencji USA (2019)